# Chunjiang Shui
Chunjiang Shui är ett vattendrag i Kina. Det ligger i provinsen Hainan, i den södra delen av landet, omkring 130 kilometer väster om provinshuvudstaden Haikou.
Genomsnittlig årsnederbörd är 2 285 millimeter. Den regnigaste månaden är juli, med i genomsnitt 445 mm nederbörd, och den torraste är februari, med 19 mm nederbörd.